# Exposition Park

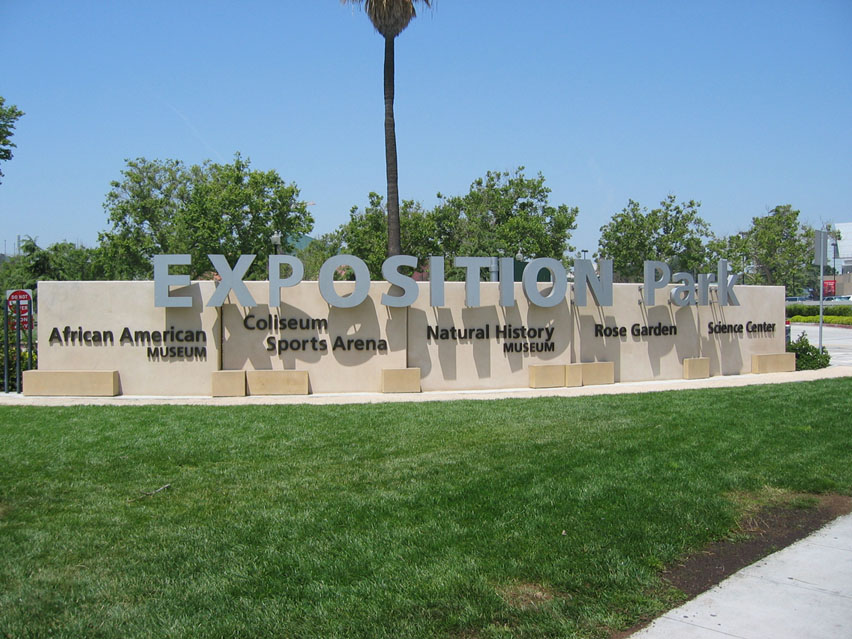
Parktoegang

Het Exposition Park is een park in South Los Angeles, grenzend aan de campus van de University of Southern California. In het park staan meerdere grote sportstadia en musea opgesteld waaronder:
- Los Angeles Memorial Coliseum
- Banc of California Stadium
- California African American Museum
- Lucas Museum of Narrative Art (in aanbouw)
- Natural History Museum of Los Angeles County
- California Science Center